# Piettarasrivier
De Piettarasrivier (Zweeds: Piettarasjoki) is een rivier die stroomt in de Zweedse  gemeente Kiruna. De Piettarasrivier verzorgt de afwatering van het Piettarasjärvi, een meer van circa 2 km². Het meer ligt op 360 meter boven de zeespiegel. De rivier stroomt naar het oosten en krijgt dan nog water van de Maerivier alvorens zij de Vittangirivier instroomt. Ze is ruim 12 kilometer lang.
Afwatering: Piettarasrivier → Vittangirivier → Torne → Botnische Golf